# 188-я стрелковая дивизия

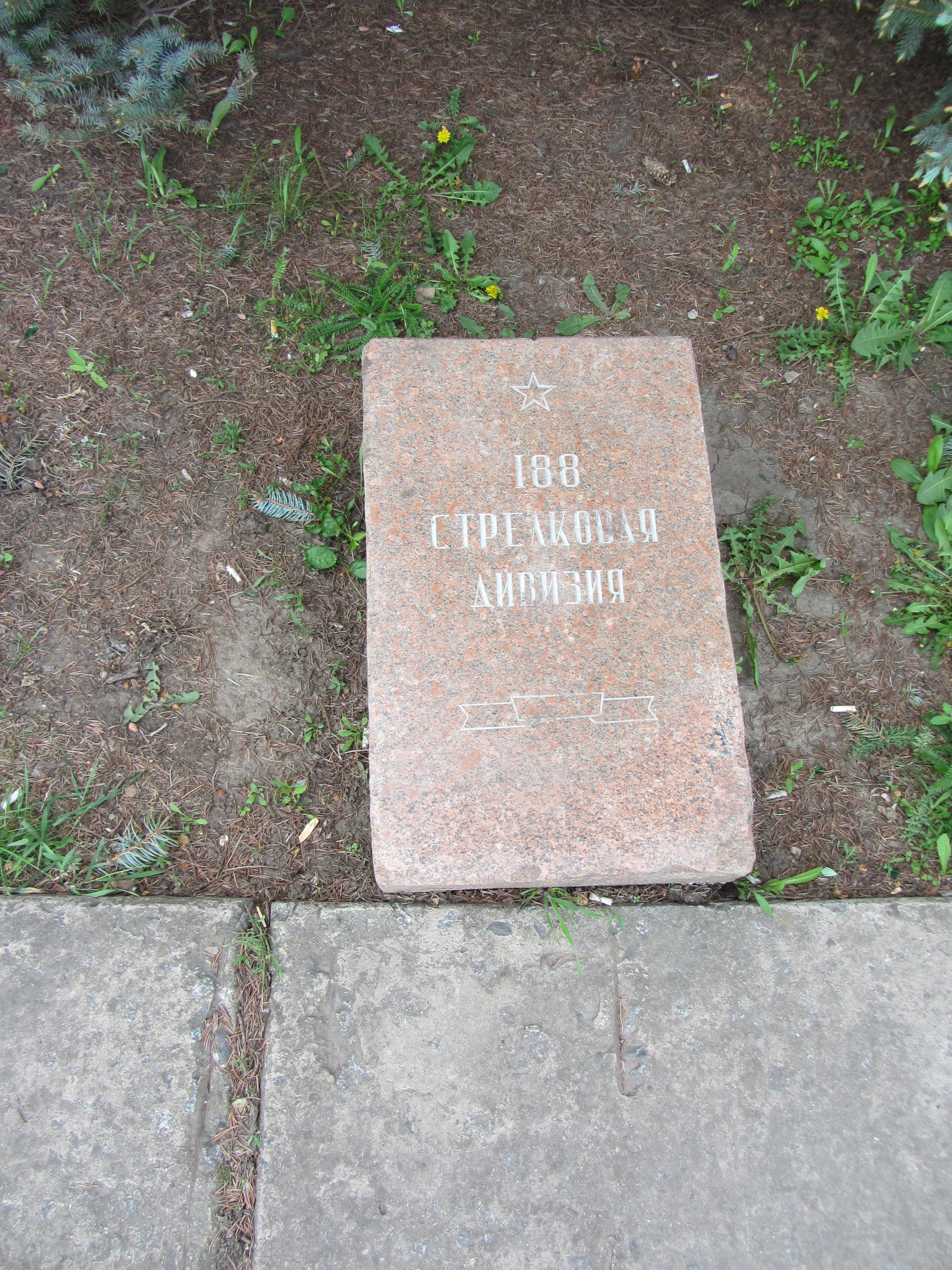
Памятная плита в Кривом Роге

188-я стрелковая дивизия — стрелковое соединение РККА и Советской Армии ВС СССР, в Великой Отечественной войне и после неё.
Полное действительное наименование формирования стрелков — 188-я стрелковая Нижнеднепровская Краснознамённая дивизия. В действующей армии во время Великой Отечественной войны с 22 июня 1941 года по 28 августа 1943 года и с 10 сентября 1943 года по 9 мая 1945 года.

## История
Формировалась соединение с марта 1941 года в Прибалтийском особом военном округе в Каунасе на базе 11-й моторизованной пулемётно-артиллерийской бригады в составе 16-го стрелкового корпуса. Формирование было закончено 29 апреля 1941 года.

### 1941
На 16—17 июня 1941 года стрелковая дивизия дислоцировалась в местечке Будоване (Литовская ССР). К началу войны должна была занять позиции по границе с Восточной Пруссией на 30-километровом рубеже Вирбалис — озеро Виштынец имея справа 33-ю стрелковую дивизию в районе западнее Пильвишкяй и слева к дивизии примыкала 126-я стрелковая дивизия.
С 16—19 июня 1941 года передислоцируется на вверенный рубеж прикрытия границы.
Приграничное сражение в Литве и Латвии (1941)
Однако занять позиции на границе полностью не успела: встали на оборону границы только 2-й батальон 523-го стрелкового полка, 2-й и 3-й батальоны 580-го стрелкового полка, 3-й батальон 595-го стрелкового полка. Штаб дивизии находился в роще в 14 километрах южнее Вилкавишкиса.
В 5 часов утра 22 июня 1941 года основные силы дивизии выступили из летнего лагеря Козлова Руда в сторону границы, но попали под атаки авиации и сильно замедлились в продвижении. В середине дня 22 июня 1941 года в районе восточнее Вилкавишкиса они столкнулись с передовыми частями 6-го армейского корпуса противника. В ходе тяжёлого многочасового встречного боя дивизия понесла тяжёлые потери, и была вынуждена с наступлением темноты начать отход за реку Шешупе северо-восточнее Каунаса, открыв дорогу к Неману.
22 июня 1941 года противника, силами 6-й и 26-й пехотных дивизий перешёл в наступление, а на правом фланге дивизии, на стыке с 33-й стрелковой дивизией — силами 12-й и 32-й и 121-й пехотных дивизий.
Передовые части дивизии, развёрнутые на границе, были быстро смяты, и вели бой практически в окружении. Остатки соединились с основными силами дивизии только в районе Ионавы к 24 июня 1941 года.
На начало 24 июня 1941 года перед дивизией стояла задача оборонять Кунушкяй, Картис, Марпутишкяй, Яугелишкяй, на утро 24 июня 1941 года занимает оборону от станции Падагяй до Перелазай.
Во время известного контрудара на Каунас от Ионавы 25 июня 1941 года, дивизия прикрывала с севера 5-ю, 23-ю и 33-ю стрелковые дивизии, которые наносили контрудар, но к вечеру 25 июня 1941 года танковые части 56-го моторизованного корпуса, рвавшиеся к Даугавпилсу отбросили дивизию и вышли в тыл войскам 16-го стрелкового корпуса. Дивизия выходит из окружения и пробивается в направлении Полоцка
На 9 июля 1941 года находится занимает позиции на стыке Северо-Западного и Западного фронтов. На 13 июля 1941 года заняла оборону в районе Герусово, оседлала шоссейные дороги Опочка — Невель и Опочка — Новоржев. В течение 5 дней ведёт бои на занимаемом рубеже со 129-й пехотной дивизией вермахта, даже смогла взять сравнительно немалые трофеи, но всё-таки была вынуждена отходить по направлению к Локне.
Контрудары в районе Старая Русса, Холм (1941)
24 июля 1941 года наносила удар под Локней, продвинулись на 6 километров, тем самым сорвав готовящееся вражеское наступление.
В начале августа 1941 года дивизия попала в окружении юго-восточнее Холма, по болотам, в ночь с 5 на 6 августа 1941 года части дивизии совершили с боями вышли низ окружения, ударив во фланг 32-й пехотной дивизии противника и обратили в бегство её пехотный полк. Дивизия заняла оборону на шоссе Наход — Большое Устье и Наход — Каменка.
В течение августа 1941 года вела наступательные бои вместе с 33-й, 23-й, 5-й и 84-й стрелковыми дивизиями в районе юго-восточнее Холма, куда отошли части 27-й армии. За время этих боёв был освобождён ряд деревень, советские войска продвинулись на запад на 25-30 километров и пытались организовать новый оборонительный рубеж. В начале сентября 1941 года последовало мощное немецкое наступление, дивизия была вынуждена отступить, на 2 сентября 1941 года оставив населённые пункты Каменка, Пустышка, Четовизня. На 3 и 4 сентября 1941 года оборонялась на рубеже Большие Клинцы, Вешки, Дурново, затем попала в окружение, частично вышла из него в район Филипповой Горы, отступает в направлении Молвотицы — Осташков. Заняла позиции южнее озера Ильмень под оккупированной Старой Руссой, так 8 сентября 1941 года ведёт оборону против немецких войск, наступающих на Демянск. 523-й стрелковый полк вместе с 33-й стрелковой дивизией, попал в окружение, 9 сентября 1941 выходит из него с боями.
В начале сентября 1941 года за счёт тыловых подразделений фактически формируется заново.
С 17 октября 1941 года вражеские войска (12-я и 32-я пехотные дивизии) перешли в наступление в направлении на Бологое. Дивизия ведёт тяжёлые бои в районе озера Вельё под Валдаем в районе деревень: Пестово, Лобаново, Добрилово до декабря 1941 года, затем была снята с позиций и сосредоточилась на восточном берегу озера Ильмень в районе деревень Маята, Ложины, Веретье.

### 1942
Сосредоточившись в районе деревни Маята, в ночь с 6 на 7 января 1942 года дивизия повела наступление в направление Старой Руссы, в том числе по льду озера Ильмень, форсировала реки Пола, Ловать, Редья.
С 7 января 1942 года наступает на Старую Руссу, освободила деревни Подборовье, Талыгино, Анишино, Иванково, Лысково, Красково, Крюково, овладела железнодорожной платформой Анишино, перерезала железную дорогу Старая Русса — Лычково и две шоссейные дороги, связывающие Старую Руссу с деревнями Лычково и Залучье. Частью сил дивизия ворвалась в Старую Руссу.

Бессмертный подвиг совершил батальон 595-го стрелкового полка 188-й стрелковой дивизии под командованием капитана А. Ф. Величко. В январе 1942 г. батальон в сопровождении местного крестьянина И. В. Липатова ворвался с запада в Старую Руссу и двое суток вел там неравный бой. Гитлеровцы бросили против батальона превосходящие силы пехоты при поддержке артиллерии. Батальон сражался до последнего солдата.

15 января 1942 года дивизия получила задачу, прикрываясь частью сил со стороны Старой Руссы, основными силами перерезать шоссейные дороги в город со стороны Демянска и Холма.
Однако дивизия не выполнила полностью свою задачу, оставив Старую Руссу и отойдя назад. На 8 февраля 1942 года дивизия действует на 20-километровом фронте от железнодорожного моста на реке Соминке под Старой Руссой на севере до деревни Марфино на юге от Старой Руссы. Правее действовала 182-я стрелковая дивизия, левее части 1-го гвардейского стрелкового корпуса. В оперативном подчинении дивизии находился 27-й отдельный лыжный батальон. С февраля 1942 года дивизия ведёт тяжёлые бои под Старой Руссой.

### 1943
Наступательная операция в районе Старая Русса (март 1943)
Наступательная операция в районе Старая Русса (август 1943)
C 18 августа 1943 года прорывает вражескую оборону в районе Пенно, наступает в направлении Волышево c задачей выхода на реку Полисть в первом эшелоне. Вслед за дивизией во втором эшелоне наступала 171-я стрелковая дивизия. Вела тяжёлые бои в течение 5 дней, однако смогла продвинуться на рассточние несколько более километра, понесла большие потери и вместе с корпусом 24 августа 1943 года выведена во фронтовой резерв, а затем в резерв Ставки ВГК.
К 9 сентября 1943 года сосредоточилась в районе Черкасское — Лозовое под Харьковом и вскоре начала марш к Днепру через Харьков, Люботин, Валки, Карловка, Кобеляки.
Нижнеднепровская стратегическая наступательная операция:
Пятихатская фронтовая наступательная операция (1943)
В ночь на 4 октября 1943 года переправилась на правый берег Днепра у Переволочной. Перед дивизией была поставлена задача выбраться из днепровских плавней на крутой берег южнее Мишурина Рога и перерезать рокаду от Кременчуга до Днепропетровска, и в дальнейшем наступать на Михайловну. Дивизия натолкнулась на отчаянное сопротивление противника и уже в первые три дня дивизия отразила четырнадцать контратак танков и пехоты, но всё-таки медленно продвигалась вперёд, ведя бои с танковыми частями 1-й танковой армии. Ведёт тяжёлые бои за Мишурин Рог, однако была остановлена и приступила к перегруппировке. Распоряжением командарма от 12 октября 1943 года дивизия вошла в состав 57-го стрелкового корпуса. 15 октября 1943 года вновь перешла в наступление, ведя тяжёлые бои с 23-й танковой дивизией, смогла за два дня продвинуться на 6-7 километров, вышла на подступы к Кривому Рогу, но там увязла в боях. На 25 октября 1943 года находилась в районе рудника имени Фрунзе и Весёлых Тернов. Отражает контратаки противника.
На начало ноября 1943 года занимала оборону на правом фланге вновь 82-го стрелкового корпуса, фронтом на юго-запад, вдоль линии железной дороги на Кривой Рог в шестикилометровой полосе обороны находился на рубеже: рудник им. Ленина, Калачевское, Жилкооперация и станция Калачевская. Правый фланг дивизии упирался в Червону Балку, а левый подходил к реке Саксагань.

### 1944
Никопольско-Криворожская наступательная операция
18-19 января 1944 года сдала оборонительные позиции и сосредоточилась в районе Сергеевки. С 30 января 1944 года перешла в наступление на Кривой Рог, северо-восточнее его, продвинулась на 10-15 километров, и к 6 февраля 1944 года приостановила наступление.
C 20 февраля 1944 года штурмует Кривой Рог, несёт большие потери. Дивизия овладела Екатериновкой, но попытки проникнуть на западный берег Саксагани к рудникам имени Карла Либкнехта и Артёма, успеха не имели. После больших потерь дивизия пополнялась и доукомплентовывалась в районе рудника имени Карла Либкнехта.
Березнеговато-Снигирёвская наступательная операция
К началу марта 1944 года дивизия была переброшена на занятый корпусом плацдарм на реке Ингулец, с 6 марта 1944 года наступает в общем направлении на Казанку, Новый Буг. С тяжёлыми боями дивизия, наступавшая на правом фланге корпус за три дня продвинулась на несколько километров и вышла на рубеж Ново-Лозоватка.
В марте 1944 года прошла маршем через Еланецкий район. 22 марта 1944 года вышла к Южному Бугу, была направлена по восточному берегу реки Южный Буг от села Александровка через Бугские хутора вместе с 92-й гвардейской стрелковой дивизией c целью окружения г. Вознесенск. 23 марта 1944 года штурмует Вознесенск с юга.
Одесская фронтовая наступательная операция
11 апреля 1944 года дивизия, подойдя к городу Тирасполь и Суклее, завязала бои на их окраинах. К К 3 часам ночи 12 апреля 1944 года совместным ночным штурмом 92-я гвардейская стрелковая дивизия и 188-я стрелковая дивизия взяли Тирасполь. К рассвету дивизия целиком выдвинулась на восточный берег Днестра и стала готовиться к форсированию реки. Форсировала Днестр на излучине южнее Тирасполя, и с ходу вступила в бой в районе Кицканы. Ведёт наступательные и в основном, не имеющие особого успеха бои на плацдарме за Днестром до 27 апреля 1944 года. Затем находится на занятом плацдарме вплоть до начала Ясско-Кишинёвской операции.
Кишинёвско-Измаильская фронтовая наступательная операция (1944)
15 августа 1944 года выведена во второй эшелон армии.
С 21 августа 1944 года принимает участие в операции, продвигалась маршем, не встречая сопротивления противника. К 24 августа 1944 года, выйдя на рубеж Чимишлия, Селемет, развернувшись на западном берегу реки Кагильник и начала наступление на север по берегу реки, перерезая пути отхода немецких войск. Наткнулась на сильный огонь со стороны Гура-Галбены, из Албины и с высот севернее Каракуй, перерезать дорогу не смогла. Ведёт бои у Гура-Галбены до 26 августа 1944 года, и на этом участие дивизии в операции закончилось.
В сентябре 1944 года начала продвижение к границам Болгарии. 3 сентября 1944 года в районе Измаила она переправилась через Дунай, осуществила 200-километровый марш по Румынии 8 сентября 1944 года вступила в Болгарию.
«Много было эпизодов, подобных тому, который произошел при приближении передового отряда 188-й стрелковой дивизии к погранзаставе: её начальник быстро построил своих солдат и отсалютовал шашкой, четким шагом подошел к советскому офицеру и отдал рапорт: „Господин полковник! Болгарская пограничная застава торжественно встречает братьев-освободителей. Мы готовы выполнить ваш приказ!“ Вслед за этим строй мгновенно рассыпался, и красноармейцы оказались в тесных объятиях болгарских пограничников.»
К 25 сентября 1944 года остановилась на территории Болгарии, в городе Сливен.

### 1945
С 1944 года до окончания Великой Отечественной войны стрелковая дивизия дислоцировалась в Сливене.
В 1948 году формирование было в Таврическом военном округе (ТавВО) и в связи с демобилизацией СССР было переформировано в 52-ю отдельную стрелковую бригаду. В 1953 году вновь развёрнута в 188-ю стрелковую дивизию. В 1955 году 188 сд переименована в 20 сд, которая в 1957 переименована в 93-ю мотострелковую дивизию кадра, которая была расформирована в мае 1960 года. На её базе сформирована 29-я ракетная бригада РВСН, впоследствии развёрнутая в 46-ю ракетную дивизию РВСН (расф. 2002 году).

## Состав
- управление (Запорожье);
- 523-й стрелковый полк;
- 580-й стрелковый полк;
- 595-й стрелковый полк;
- 234-й артиллерийский полк;
- 228-й гаубичный артиллерийский полк (до 28.09.1941);
- 9-й отдельный истребительно-противотанковый дивизион;
- 260-я разведывательная рота (260-й разведывательный батальон);
- 352-й (67-й) сапёрный батальон;
- 557-й отдельный батальон связи (181-я отдельная рота связи);
- 25-й медико-санитарный батальон;
- 18-я отдельная рота химический защиты;
- 141-я (307-я) автотранспортная рота;
- 258-я (159-я) полевая хлебопекарня;
- 81-й дивизионный ветеринарный лазарет;
- 316-я полевая почтовая станция;
- 696-я полевая касса Госбанка.

## В составе
| Дата            | Фронт (округ)         | Армия             | Корпус                 | Пр. |
| --------------- | --------------------- | ----------------- | ---------------------- | --- |
| 22.06.1941 года | Северо-Западный фронт | 11-я армия        | 16-й стрелковый корпус | -   |
| 01.07.1941 года | Северо-Западный фронт | 11-я армия        | 16-й стрелковый корпус | -   |
| 10.07.1941 года | Северо-Западный фронт | 27-я армия        | 29-й стрелковый корпус | -   |
| 01.08.1941 года | Северо-Западный фронт | 27-я армия        | 65-й стрелковый корпус | -   |
| 01.09.1941 года | Северо-Западный фронт | 27-я армия        | -                      | -   |
| 01.10.1941 года | Северо-Западный фронт | 34-я армия        | -                      | -   |
| 01.11.1941 года | Северо-Западный фронт | 34-я армия        | -                      | -   |
| 01.12.1941 года | Северо-Западный фронт | 34-я армия        | -                      | -   |
| 01.01.1942 года | Северо-Западный фронт | 11-я армия        | -                      | -   |
| 01.02.1942 года | Северо-Западный фронт | 11-я армия        | -                      | -   |
| 01.03.1942 года | Северо-Западный фронт | 11-я армия        | -                      | -   |
| 01.04.1942 года | Северо-Западный фронт | 11-я армия        | -                      | -   |
| 01.05.1942 года | Северо-Западный фронт | 11-я армия        | -                      | -   |
| 01.06.1942 года | Северо-Западный фронт | 27-я армия        | -                      | -   |
| 01.07.1942 года | Северо-Западный фронт | 27-я армия        | -                      | -   |
| 01.08.1942 года | Северо-Западный фронт | 27-я армия        | -                      | -   |
| 01.09.1942 года | Северо-Западный фронт | 27-я армия        | -                      | -   |
| 01.10.1942 года | Северо-Западный фронт | 27-я армия        | -                      | -   |
| 01.11.1942 года | Северо-Западный фронт | 27-я армия        | -                      | -   |
| 01.12.1942 года | Северо-Западный фронт | 27-я армия        | -                      | -   |
| 01.01.1943 года | Северо-Западный фронт | 27-я армия        | -                      | -   |
| 01.02.1943 года | Северо-Западный фронт | 11-я армия        | -                      | -   |
| 01.03.1943 года | Северо-Западный фронт | 11-я армия        | -                      | -   |
| 01.04.1943 года | Северо-Западный фронт | 11-я армия        | -                      | -   |
| 01.05.1943 года | Северо-Западный фронт | 1-я ударная армия | -                      | -   |
| 01.06.1943 года | Северо-Западный фронт | 1-я ударная армия | -                      | -   |
| 01.07.1943 года | Северо-Западный фронт | 1-я ударная армия | -                      | -   |
| 01.08.1943 года | Северо-Западный фронт | 34-я армия        | -                      | -   |
| 01.09.1943 года | Резерв Ставки ВГК     | -                 | -                      | -   |
| 01.10.1943 года | Степной фронт         | 37-я армия        | 82-й стрелковый корпус | -   |
| 01.11.1943 года | 2-й Украинский фронт  | 37-я армия        | 82-й стрелковый корпус | -   |
| 01.12.1943 года | 2-й Украинский фронт  | 37-я армия        | 82-й стрелковый корпус | -   |
| 01.01.1944 года | 2-й Украинский фронт  | 37-я армия        | 82-й стрелковый корпус | -   |
| 01.02.1944 года | 3-й Украинский фронт  | 37-я армия        | 82-й стрелковый корпус | -   |
| 01.03.1944 года | 3-й Украинский фронт  | 37-я армия        | 82-й стрелковый корпус | -   |
| 01.04.1944 года | 3-й Украинский фронт  | 37-я армия        | 82-й стрелковый корпус | -   |
| 01.05.1944 года | 3-й Украинский фронт  | 37-я армия        | 82-й стрелковый корпус | -   |
| 01.06.1944 года | 3-й Украинский фронт  | 37-я армия        | 82-й стрелковый корпус | -   |
| 01.07.1944 года | 3-й Украинский фронт  | 37-я армия        | 82-й стрелковый корпус | -   |
| 01.08.1944 года | 3-й Украинский фронт  | 37-я армия        | 82-й стрелковый корпус | -   |
| 01.09.1944 года | 3-й Украинский фронт  | 37-я армия        | 82-й стрелковый корпус | -   |
| 01.10.1944 года | 3-й Украинский фронт  | 37-я армия        | 82-й стрелковый корпус | -   |
| 01.11.1944 года | 3-й Украинский фронт  | 37-я армия        | 82-й стрелковый корпус | -   |
| 01.12.1944 года | 3-й Украинский фронт  | 37-я армия        | 82-й стрелковый корпус | -   |
| 01.01.1945 года | -                     | 37-я армия        | 82-й стрелковый корпус | -   |
| 01.02.1945 года | -                     | 37-я армия        | 82-й стрелковый корпус | -   |
| 01.03.1945 года | -                     | 37-я армия        | 82-й стрелковый корпус | -   |
| 01.04.1945 года | -                     | 37-я армия        | 82-й стрелковый корпус | -   |
| 01.05.1945 года | -                     | 37-я армия        | 82-й стрелковый корпус | -   |

## Командование дивизии

### Командиры
- Иванов, Пётр Иванович (14.03.1941 — 10.09.1941), полковник;
- Рыбаков, Тимофей Илларионович (11.09.1941 — 14.01.1942), полковник; (погиб)
- Клешнин, Михаил Никитич (15.01.1942 — 30.08.1942), генерал-майор;
- Бурлакин, Иван Иванович (30.08.1942 — 26.05.1943), полковник;
- Волович, Михаил Георгиевич (27.05.1943 — 20.08.1943), полковник; (погиб)
- Даниленко, Василий Яковлевич (21.08.1943 — 02.04.1944), полковник;
- Сенин, Сергей Семёнович (02.04.1944 — 02.05.1944), полковник;
- Даниленко, Василий Яковлевич (03.05.1944 — 01.02.1945), полковник;
- Анциферов, Иван Иванович (07.02.1945 — ??.08.1946), генерал-майор;
- Муратов, Анатолий Олегович (??.08.1946 — ??.04.1948), генерал-майор.

### Начальники штаба
- Сенькевич, Василий Адамович (11.09.1941 — 12.03.1942), подполковник, полковник[1];
- Сенин, Сергей Семёнович (12.03.1942 — 01.04.1944), полковник[2];
- Сенин, Сергей Семёнович (01.05.1944 — 04.04.1945), полковник[2];

## Награды и наименования
| Награда (наименование)                   | Дата                 | За что награждена |
| ---------------------------------------- | -------------------- | --- |
| Почётное наименование «Нижнеднепровская» | 13 февраля 1944 года | присвоено приказом Верховного Главнокомандующего № 028, от 13 февраля 1944 года, за отличие в боях при выходе к нижнему Днепру, недалеко от города Никополь.                                                                                      |
| Орден Красного Знамени                   | 26 февраля 1944 года | награждена указом Президиума Верховного Совета СССР, от 26 февраля 1944 года, за образцовое выполнение боевых заданий командования в боях с немецкими захватчиками при освобождении города Кривой Рог и проявленные при этом доблесть и мужество. |

## Отличившиеся воины дивизии
| Награда | Ф. И. О.                   | Воинская должность                                             | Воинское звание   | Дата награждения | Примечания |
| ------- | -------------------------- | -------------------------------------------------------------- | ----------------- | ---------------- | --- |
| -       | Киров, Александр Данилович | командир отделения 523-го стрелкового полка                    | младший сержант   |                  | 25.10.1943 закрыл своим телом амбразуру пулемёта |
|         | Тулаев, Жамбыл Ешеевич     | снайпер 580-го стрелкового полка                               | старшина          | 14.02.1943       | на момент награждения на боевом счету 262 солдат и офицеров противника, всего 313 солдат и офицеров противника, 16-й в списке самых результативных снайперов |
|         | Устюжанин, Яков Маркович   | Командир взвода 260-й отдельной разведроты                     | старшина          | 21.07.1942       | посмертно |
|         | Чегодаев, Фёдор Кузьмич    | снайпер-наблюдатель 595-го стрелкового полка                   | старший сержант   | 21.07.1942       | на момент награждения на боевом счету 250 солдат и офицеров противника                                                                                       |
|         | Шлюйков, Пётр Иванович     | заместитель командира миномётной роты 171-го стрелкового полка | старший лейтенант | 31.03.1943       | |

## Память
- Музей в городе Первомайск

## Интересные факты
- Скульптура советского воина «Алёша» вылеплена с Алексея Скуралатова, бойца роты связи 234-го артиллерийского полка 188-й стрелковой дивизии.
- Преемником дивизии является 46-я ракетная Нижнеднепровская орденов Октябрьской Революции и Красного Знамени дивизия вооружённых сил Украины